# Lardizabalaceae
Lardizabalaceae (R.Br., 1821) è una famiglia di piante appartenente all'ordine delle Ranunculares composta una quarantina di specie, suddivise tra 7 generi.

## Descrizione
Sono tutte liane ad eccezione del genere Decaisnea, costituito da arbusti pachicauli.
Le foglie sono alternate, generalmente palmate, con foglioline pulvinare. I fiori sono spesso composti da racemi pendenti.
Si trovano nell'Asia orientale, dall'Himalaya al Giappone, ad esclusione dei generi Lardizabala e Boquila, entrambe native della parte più meridionale del Sudamerica.

## Tassonomia
All'interno della famiglia delle Lardizabalaceae sono attualmente inclusi 7 generi:
- Akebia Decne.
- Boquila Decne.
- Decaisnea Hook.f. & Thomson
- Lardizabala Ruiz & Pav.
- Sargentodoxa Rehder & E.H.Wilson
- Sinofranchetia (Diels) Hemsl.
- Stauntonia DC.